# Hamilton Place
Hamilton Place ist ein im Antebellum-Architektur-Stil errichtetes Herrenhaus in Maury County (Tennessee, USA).
Es wurde für Lucius Junius Polk, einem Baumwollplantagenbetreiber, Mitglied des Senats von Tennessee (1831–1833) und später ein Adjutant-General desselben Staates (1851–1853), errichtet. Er ist einer der Söhne von William Polk, einem Veteranen des amerikanischen Unabhängigkeitskriegs, dem das Land, auf welchem Hamilton Place erbaut wurde, ursprünglich gehörte. Baubeginn war 1829. Es wurde 1832 von dem berühmten Baumeister Nathan Vaught fertiggestellt. Die Frontfassade ist im Stil des Palladianismus nach Andrea Palladio und Vorbild der Villa Pisani erstellt. Der Innenriss basiert im groben auf dem Vorbild des Weißen Hauses, eine einzelne Arkade ist Filippo Brunelleschis Design für ein Krankenhaus in Florenz nachempfunden. Den Namen wählte Lucius Polk in Gedenken an seinen kurz zuvor verstorbenen Bruder, Alexander Hamilton Polk. Lucius Polk wurde einer der wohlhabendsten Plantagenbesitzer Tennessees, doch mit dem Sezessionskrieg verschwanden sein Glück und auch das meiste seines Geldes. Dennoch blieb Hamilton Place als eines der wenigen Herrenhäuser vom Krieg verschont und blieb bis in den 1970ern im Familienbesitz.
Am 16. Juli 1973 wurde das Gebäude in das National Register of Historic Places aufgenommen. Die Referenznummer lautet 73001812.